# Blanche Merz
Blanche Merz (* 13. August 1919; † 1. Januar 2002) war eine Schweizer Politikerin und Parawissenschaftlerin im Bereich der Baubiologie.

## Biografie
Blanche Merz war von 1951 an in der Europapolitik tätig, so als Europaratsbeobachterin in Straßburg. Im Kanton Waadt war sie das erste weibliche Mitglied eines schweizerischen Kantonsparlaments. 
In Lausanne arbeitete sie während 25 Jahren in ihrem Bauingenieurbüro.
Sie führte ab 1979 in Chardonne ihr Institut de recherches en géobiologie und machte sich besonders mit ihren Büchern über „Kraftorte“ einen Namen. Darin schilderte sie ihre geobiologische Methode mit Hilfe ihres sogenannten „Biometers“, einem radiästhetischen Pendel, mit dem sich „Schwingungsenergien“ in sogenannten „Bovis-Einheiten“ messen lassen sollen, benannt nach dem französischen Physiker Alfred Bovis (1871–1947). Damit trifft die Eigenbezeichnung "Geobiologie" nicht zu, sie war eher in der Baubiologie tätig.

## Werke (auf Deutsch)
- Orte der Kraft. Wenig bekannte kosmo-terrestrische Energien. Eigenverlag, Chardonne 1984
  - Überarbeitete und ergänzte Ausgabe als: Orte der Kraft. Stätten höchster kosmo-terrestrischer Energie. AT, Aarau 1999, ISBN 3-85502-632-7
- Die Seele des Ortes. Deren Wirkkraft auf unsere vier Körper. Herold, München 1988, ISBN 3-921485-05-3
  - Neuausgabe als: Die Seele des Ortes. Metaphysische Energien und ihre Wirkkraft. AT, Aarau 2000, ISBN 3-85502-668-8
- Die Kunst zu sterben. Selbsttötung ist keine Lösung. Herold, München 1995, ISBN 3-921485-15-0
- Orte der Kraft in der Schweiz. AT, Aarau 1998, ISBN 3-85502-631-9